# Gácsliget
Gácsliget (1899-ig Gács-Lehota, szlovákul: Lehôtka) község Szlovákiában, a Besztercebányai kerületben, a Losonci járásban.

## Fekvése
Losonctól 10 km-re nyugatra fekszik.

## Története
1385-ben említik először.
A trianoni békeszerződésig területe Nógrád vármegye Gácsi járásához tartozott.
Vályi András szerint "LEHOTA. Gács Lehota. Magyar falu Nógrád Várm. földes Ura G. Forgách Uraság, lakosai külömbfélék, fekszik Gácsfalvának szomszédságában, mellynek filiája, határja ollyan mint Gergelyfalváé."
Fényes Elek szerint "Lehota (Gács), tót falu, Nógrád vmegyében, 374 evang. lak. F. u. gr. Forgács familia."

## Népessége
| Év:            | 1994. | 2004.   | 2014.    | 2024.   |
| -------------- | ----- | ------- | -------- | ------- |
| Emberek száma: | 302   | 314     | 350      | 359     |
| Eltérés:       |       | +3,97 % | +11,46 % | +2,57 % |

| Év:            | 2023. | 2024.   |
| -------------- | ----- | ------- |
| Emberek száma: | 365   | 359     |
| Eltérés:       |       | -1,64 % |

1910-ben 416, túlnyomórészt szlovák anyanyelvű lakosa volt.
2001-ben 297 lakosából 285 szlovák volt.
2011-ben 334 lakosából 299 szlovák volt.

## Nevezetességei

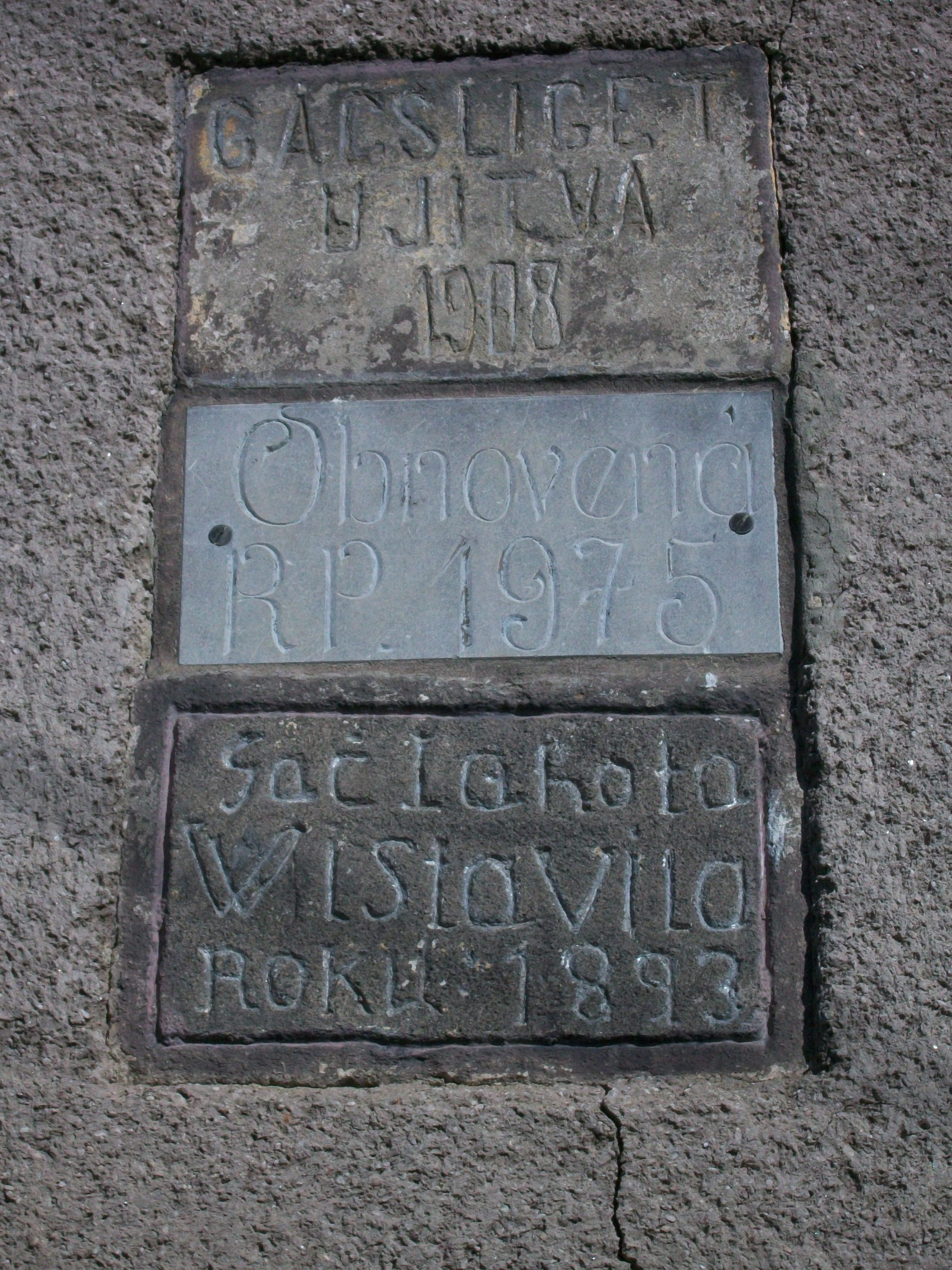
Emléktábla
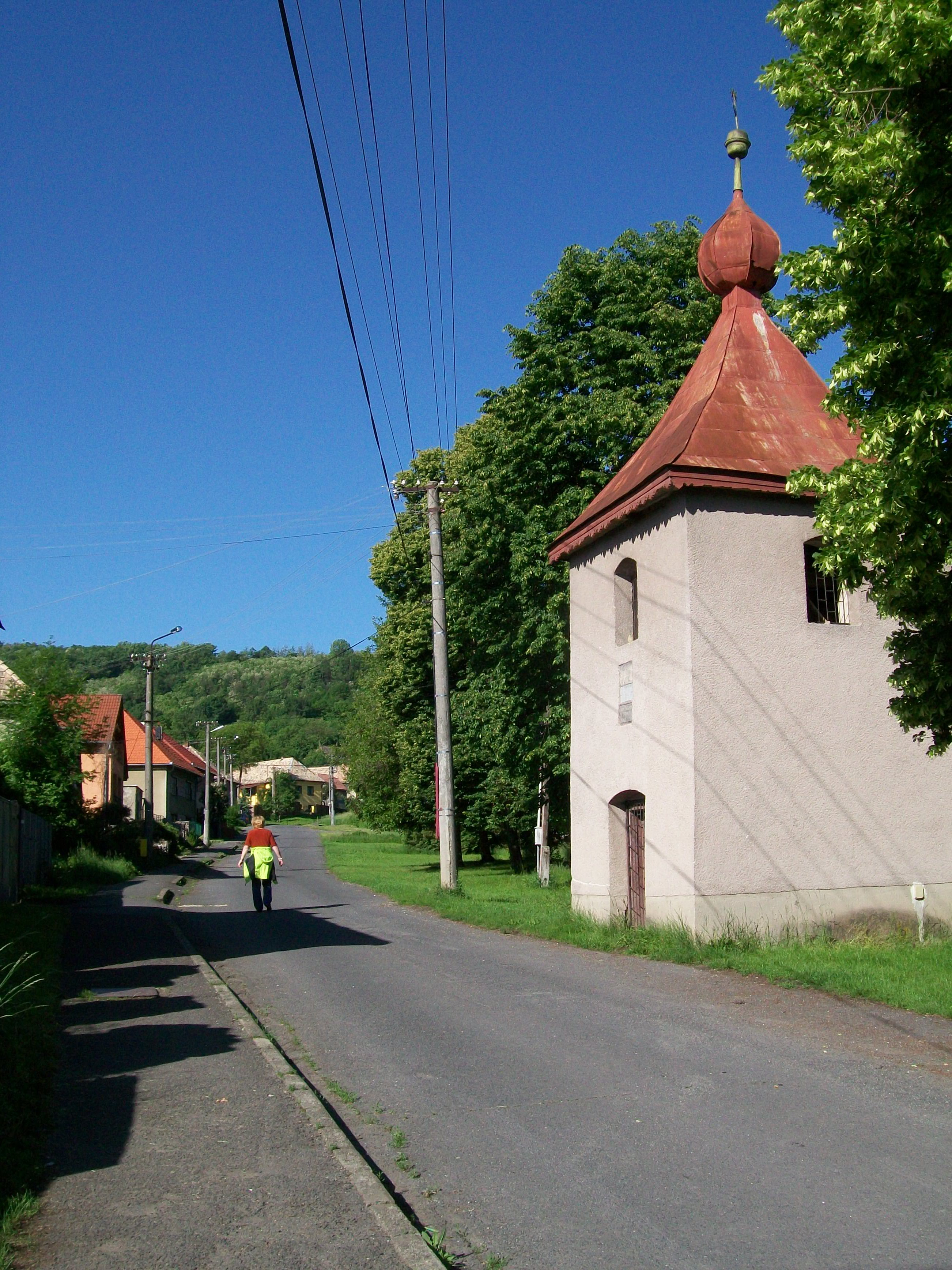